# 劉信 (汝陰侯)
劉 信（りゅう しん、生没年不詳）は、中国の新代から後漢時代初期にかけての武将・政治家。荊州南陽郡蔡陽県（湖北省棗陽市）の人。父は劉顕。叔父は劉賜。従父は更始帝（劉玄）。後漢の光武帝（劉秀）の族甥にあたる。前漢末期に反王莽の挙兵を行い、翟義に天子として擁立された厳郷侯劉信とは別人である。

## 事跡
| 姓名           | 劉信                               |
| 時代           | 新代 - 後漢時代                    |
| 生没年         | 〔不詳〕                           |
| 字・別号       | 〔不詳〕                           |
| 本貫・出身地等 | 荊州南陽郡蔡陽県                   |
| 職官           | 〔舂陵軍部将〕?→奮威大将軍〔更始〕 |
| 爵位・号等     | 汝陰王〔更始〕→汝陰侯〔後漢〕      |
| 陣営・所属等   | 劉縯→更始帝→光武帝                 |
| 家族・一族     | 父：劉顕 叔父：劉賜                |

父の劉顕が復仇のために殺人を犯し、役人に捕えられて処刑されると、これを怨んだ劉信は、叔父の劉賜と共に、家財を擲って刺客を雇い入れて復讐を果たしている。その後、劉賜・劉信らは新の追及を受けたが、幸運にも赦免された。地皇3年（22年）、劉縯が舂陵（南陽郡）で反新のために蜂起すると、劉賜はこれに従軍しており、劉信も劉賜に追従した可能性が高い。
更始元年（23年）秋、更始帝から大司徒に任命された劉賜が、汝南郡の劉望・荘尤（厳尤）・陳茂を討伐したが、苦戦してこれを鎮圧できなかった。そこで、同年10月、更始帝により劉信が奮威大将軍に任命され、叔父の劉賜に代わって汝南討伐に従事した。劉信は更始帝の期待に応え、劉望・荘尤・陳茂を尽く斬り、汝南を平定した。この功績もあって、更始2年（24年）2月に更始帝が長安に遷都すると、劉信は汝陰王に封じられた。劉信はさらに江南一帯を平定し、豫章郡に駐屯している。
しかし劉秀が光武帝として即位した頃になると、劉信は勢力が低迷した模様で、遂には桂陽太守張隆に撃破されてしまう。進退窮まった劉信は、洛陽に参じて光武帝に降伏し、汝陰侯に封じられた。
永平13年（70年）の楚王劉英の反乱に加担したとされ、劉信は改易された。なお、この際に関係者は死刑または流罪に処されているが、劉信に対する処分がどちらであったかは不明である。